# Mesochra xenopoda
Mesochra xenopoda är en kräftdjursart som beskrevs av Albert Monard 1935. Mesochra xenopoda ingår i släktet Mesochra och familjen Canthocamptidae. Inga underarter finns listade i Catalogue of Life.